# Augustin Wetter
Augustin Wetter (* 1765; † 1838 in Mainz) war ein deutscher Architekt und von 1823 bis zu seinem Tod Stadtbaumeister von Mainz. Er war vor allem in Rheinhessen tätig und ein typischer Vertreter der Architektur des (Spät-)Klassizismus.
Von Wetter stammen unter anderem die evangelische Pfarrkirche in Badenheim (1829), die katholische Pfarrkirche St. Alban in Bodenheim (1830) und der Glockenturm der Simultankirche in Gau-Odernheim (1833). Darüber hinaus stammen von ihm verschiedene Wohnhäuser in Mainz, etwa am Gutenbergplatz und am Markt (Haus „Zum Kaiserberg“).

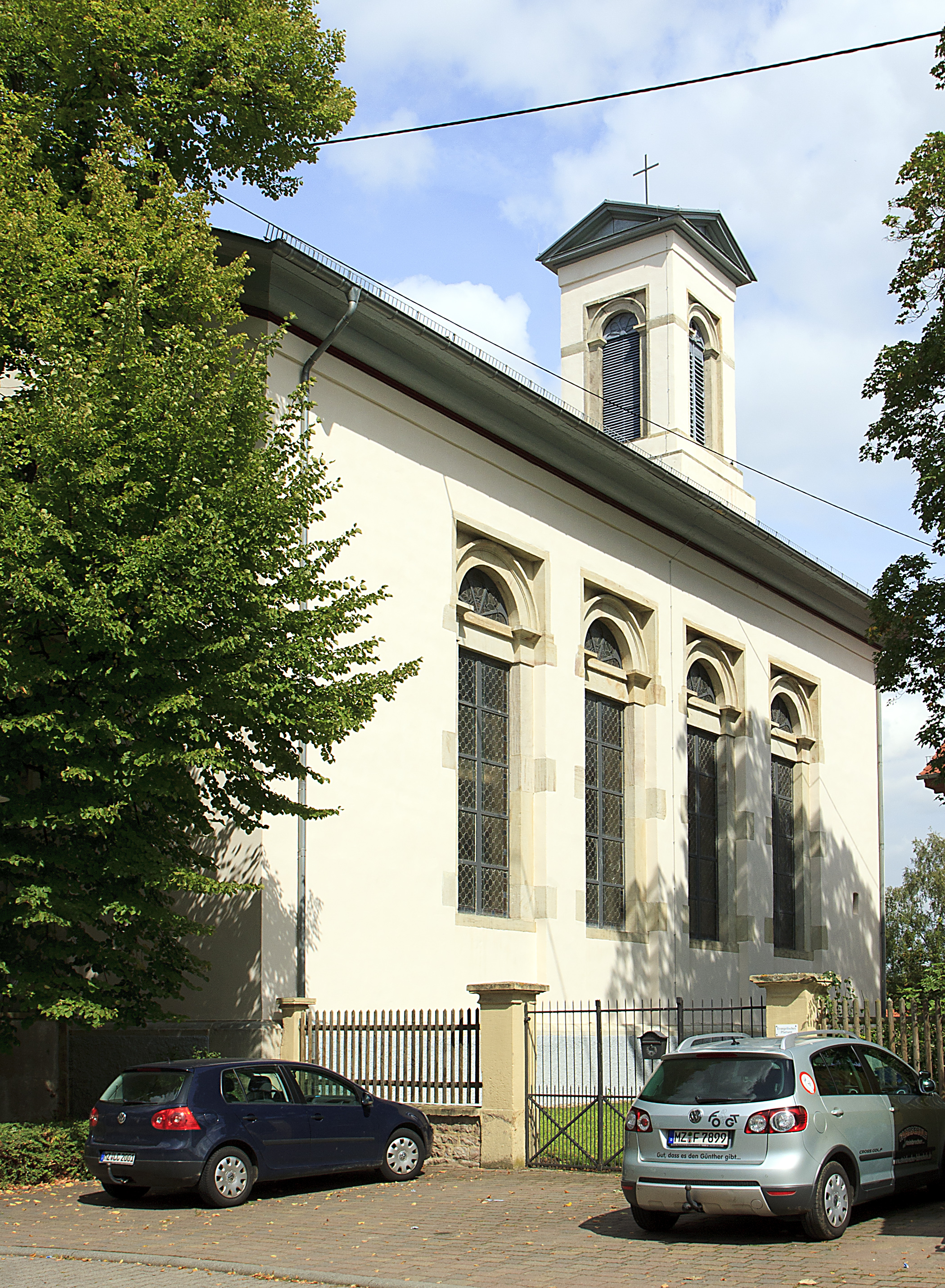
Evangelische Pfarrkirche, Badenheim
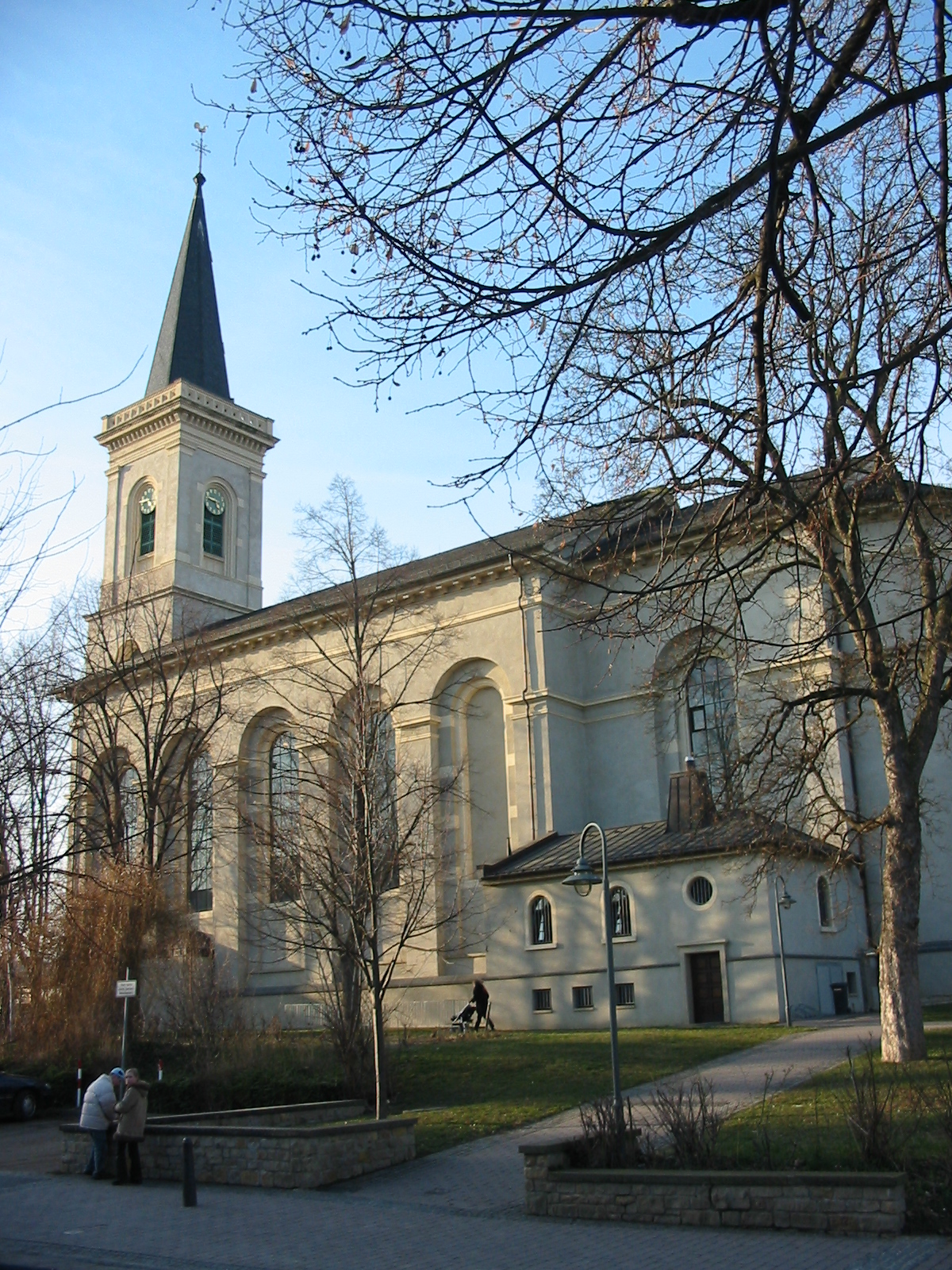
Katholische Sankt-Alban-Kirche, Bodenheim
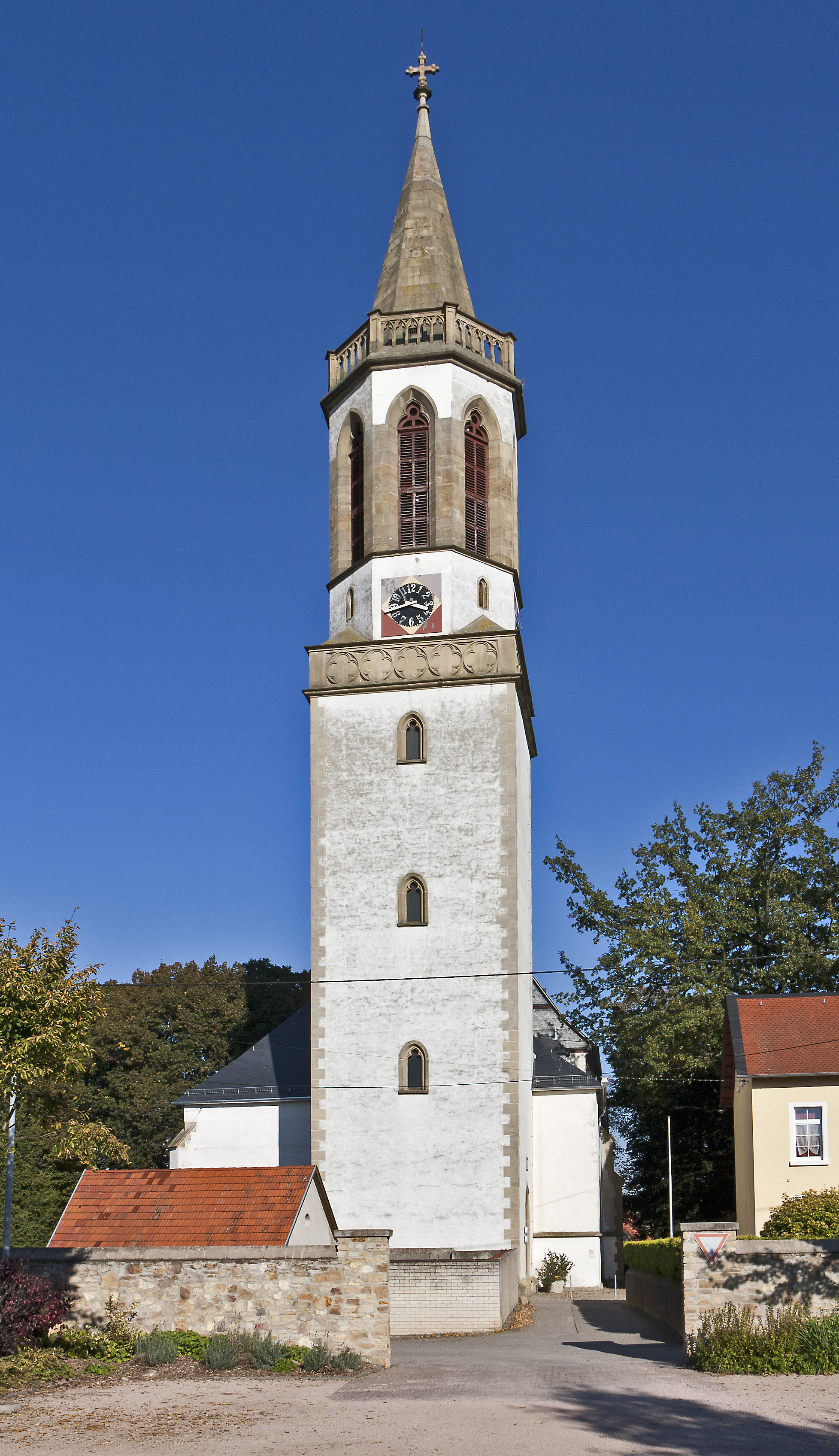
Simultankirche, Gau-Odernheim
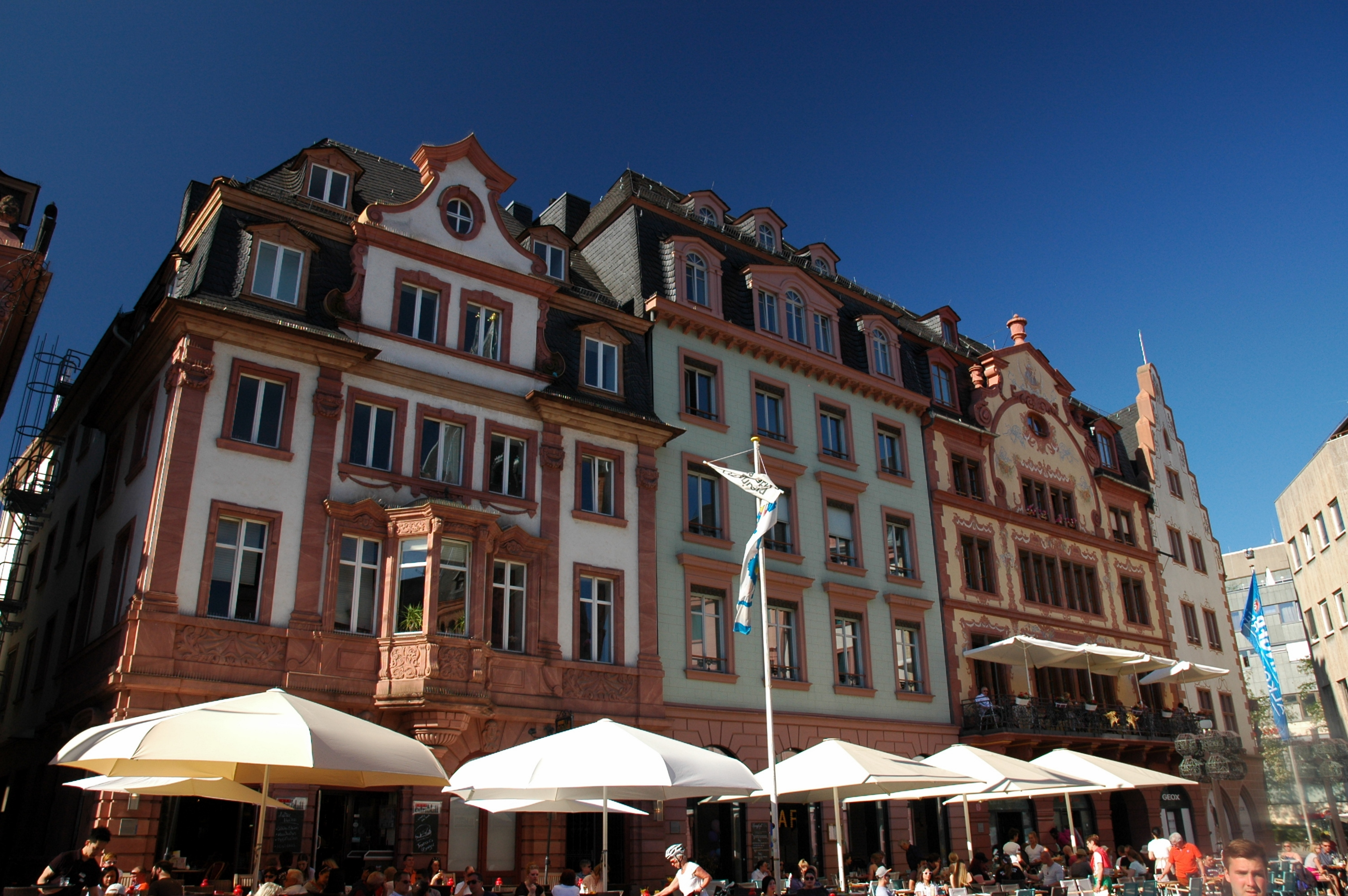
Haus „Zum Kaiserberg“ (2. von links), Mainz

Auch einige von Augustin Wetters Nachfahren arbeiteten als Architekten – so sein Sohn Peter Wetter (Kreisbaumeister in Alzey) und sein Enkel Karl Ernst Wetter (1823–1886, Kreisbaumeister in Nidda).